# Acajete (Puebla)
Acajete – miasto w Meksyku, w stanie Puebla.